# 남조 (일본)
남조(일본어: 南朝) 혹은 요시노 조정(일본어: 吉野朝廷)는 1336년에 고묘 천황이 북조를 수립한 뒤, 고다이고 천황은 요시노로 달아나 남조를 수립해 일본열도에는 두 개의 왕조로 분열되었다.

## 역사

### 성립
1336년 아시카가 다카우지는 고다이고 천황과의 화의를 맺고, 삼종신기를 건네받아 지묘인 계의 고묘 천황을 옹립한 직후, 건무식목(建武式目)를 제정하여 정책방침을 정하고 정식으로 막부를 연다. 고다이고 천황은 교토를 탈출하여 요시노로 달아나 “북조에 넘긴 신기는 가짜이며 고묘 천황의 왕위는 정통성이 없다.”라고 주장하며 요시노에 남조를 열어, 호쿠리쿠와 규슈 등 각 지방에 자신의 황자를 파견해 후위를 도모한다.

### 남북조의 내전
고다이고 천황은 수세에 몰리자 아시카가 다카우지와 화친을 맺은 뒤 삼종신기를 건네주었다. 그러나 요시노로 도착하자 곧 남조 정권을 수립한 뒤, 북조에 건네준 삼종신기는 위조품이라고 선언했다. 한편, 북조를 추대한 무로마치 막부에서는 내부 분열이 심화되었다. 이에 아시카가 다카우지는 남조 공격을 뒤로 미룬 뒤 1351년에 일단 화약을 맺었다. 그러나 남조의 군대가 교토를 공격하면서 화약은 곧 깨지고 말았다. 막부의 군대가 다시 교토를 수복하자, 남조는 1353년에 다시 교토로 진격했다. 그 해 6월 13일에는 고코곤 천황이 소수의 신하와 함께 교토를 탈출하였으며, 9월 21일에 아시카가 다카우지의 호위를 받으며 교토로 귀경할 때까지 망명 생활을 하였다. 그러나 1354년 12월 24일에 남조의 반격으로 고코곤 천황은 다시 교토를 탈출해 각지를 떠돌아다녔다. 1362년에 막부의 군대가 교토를 완전히 수복할 때까지 남조는 총 4회나 교토를 점거하였다. 한편, 북조는 성립 과정에서 막부의 추대를 받았으며, 군사적 경제적으로 막부의 지원 없이는 버티기 힘들다는 것이 명확해졌으므로, 남북조의 통일 이후에도 막부가 실권을 장악하는 계기가 되었다.

### 남조 세력의 쇠퇴
1370년에는 고코곤 천황이 황태자에게 양위하려는 의사를 표시하면서, 계승 분쟁이 발생하였다. 우여곡절 끝에 막부의 지지를 얻은 고엔유 천황이 즉위하긴 했지만, 스코 천황 역시 황태자에게 왕위를 물려주지 못하고 대신 궁가 후시미노미야 가문을 창설하게 하는 등, 천황가 및 조정에서는 내부 분열이 치열하게 전개되기도 했다.

## 남북조의 통일
1392년, 무로마치 막부의 3대 쇼군 아시카가 요시미쓰는 남조에 대해 평화적 통일 방안을 제의했다. 남조의 고카메야마 천황이 교토로 상경해 삼종신기를 양도하고 퇴위하는 대신, 고카메야마 천황의 아들을 황태자로 삼는다는 것이었다. 이는 황통을 북조와 남조가 번갈아가면서 계승하자는 의미였다. 이에 북조와의 대결에서 수세에 몰리면서 쇠퇴하고 있었던 남조에서는 제안을 수락하였다. 고카메야마 천황이 상경해 삼종신기를 건네줌으로써, 60년에 이르는 남북조 내란은 종결되었으며, 북조가 정통성을 확보하게 되었다.
그러나 북조 측에서는 곧 남조와의 약속을 파기하고 고코마쓰 천황의 아들에게 왕위를 물려주었다. 이에 불만을 품은 고카메야마 천황은 요시노에서 다시 남조를 부활하려 하였으나, 실패했다.

## 역대 천황 목록
| 초상 | 이름                         | 출생   | 재위 시작 | 재위 종료 | 사망   |
| ---- | ---------------------------- | ------ | --------- | --------- | ------ |
|      | 고다이고 천황 (後醍醐天皇)   | 1288년 | 1318년    | 1339년    | 1339년 |
|      | 고무라카미 천황 (崇光天皇)   | 1328년 | 1339년    | 1368년    | 1368년 |
|      | 조케이 천황 (長慶天皇)       | 1343년 | 1368년    | 1383년    | 1394년 |
|      | 고카메야마 천황 (後龜山天皇) | 1347년 | 1383년    | 1392년    | 1392년 |

## 같이 보기
- 왜5왕
- 후남조(ja:)
- 일본 국왕